# オリラン
オリランとは、利用者がランキングやアンケートを登録し、他のユーザーが投票するというインターネットコミュニティウェブサイト。
各ランキング毎にBBSが設置され、そのランキングの投票結果に対しての討論ができる。
かつては個人サイト「オリジナルランキング」（「オリジナル☆ランキング」）として運用されていたが、2006年に4億P/Vを達成し、法人化された。「オリラン」は、オリラン株式会社の登録商標(2007/4/6登録)。
2024年4月下旬頃からサイトにアクセスできなくなり、事実上閉鎖状態となっている。

## 歴史
- 1998年 - サイト「天体幻想曲」[1]が開設[2]。
- 1999年10月5日 - 上記のサイト「天体幻想曲」の1コーナーの「オリジナルランキング」としてサービス開始[3]。
- 2000年 - 大幅バージョンアップ[3]
- 2001年 - 独自ドメインを取得し、バージョンアップ[4]。
- この頃のサイト名表記には「オリジナルランキング」[5]と「オリジナル☆ランキング」[6]の表記揺れが見られた。
- 2006年
  - 8月1日 - オリラン株式会社として法人化[7]
  - 11月1日 - デザイン・システムを一新し、正式名称を「オリラン」に変更[8][9]
  - 11月15日 - RSSに対応[10]
  - 12月8日 - ブログパーツ『オリランパッチ』リリース[11]
- 2007年
  - 初のプレゼント企画を開催
  - 書き込みにはユーザー登録が必要になった
- 2009年7月15日 - ユーザー登録制が一部解除された（ユーザー登録でフル機能）[12]
- 2012年4月20日 - 回答にもアイコンが出るようになった[13]
- 2016年4月6日 - 投票状況再現表示機能（オリランダイジェスト）追加[14]
- 2020年
  - 4月 - スマートフォン向けに最適化を行う[15]
  - 10月19日 - 絵文字対応[16]
- 2024年4月下旬 - サイトにアクセスできなくなる

## 語録
- テーブル（正式名称は『ランキングテーブル』）[17]

アンケートやランキング、質問の代名詞。
2024年3月時点で約245万件のテーブルが作成されている。
- テー作

テーブル作者の略。利用者がテーブル作者に対して発言する際に『あなた』の代わりに『テー作』と使用する場合がある。（「テー作の好きな漫画です、どれが好きですか？」）
- 無駄テー

「無駄なテーブル」の略。前者は質問の意味を成さないもの、テーマに則していないランキングテーブルを指す。
- ラン違い

ランキングのテーマが違っていること、質問の内容がテーマ（音楽やアイドルなど）に則していない場合に用いられる。
- 過疎ラン

長くに渡り、新たなテーブルが作成されず、また投票がされていないテーマのこと。
『都道府県ランキング』などユーザの出身地の偏りにより利用されていないものや、『鉄道ランキング』など興味を持つユーザが少ないテーマなどが挙げられる。
- 削除希望（サクキボ）

ランキングテーブルの内容が不適切である場合、ユーザは「削除希望ボタン」を押す。すると以後、表示されなくなる。
- アンチ・信者

ある特定の人物・事物に対して極端なまでの「反対の意」「賛同の意」を示すユーザ。アンチは前者、信者は後者。両者は「自分の意見を主張し過ぎる傾向」があるので一般ユーザから疎まれることが多い。

## テーブル数1万件以上のテーマ（削除されたものも含む）
2009/10 現在（端数切捨て）
- お笑いランキング：約1万件→外部リンク
- ミュージックランキング：約1万件→外部リンク
- ドラマランキング：約1万件→外部リンク
- TV・CMランキング：約1万件→外部リンク
- タレントランキング：約2万件→外部リンク
- アーティストランキング：約6万件→外部リンク
- アイドルランキング：約2万件→外部リンク
- w-inds.ランキング：約1万件→外部リンク
- ジャニーズJrランキング：約7万件→外部リンク
- 嵐ランキング：約2万件→外部リンク
- モーニング娘。ランキング：約4万件→外部リンク
- 声優ランキング ：約1万件→外部リンク
- ONE PIECEランキング：約1万件→外部リンク
- テニスの王子様ランキング：約2万件→外部リンク
- 少年ジャンプランキング：約4万件→外部リンク
- りぼんランキング：約3万件→外部リンク
- コミックランキング：約4万件→外部リンク
- ピチレモンランキング：約5万件→外部リンク
- ニコラランキング：約8万件→外部リンク
- 雑誌ランキング：約2万件→外部リンク
- スクールライフランキング：約1万件→外部リンク
- 恋愛ランキング：約4万件→外部リンク
- もしかして自分だけ？：約1万件（アンケート出題者が少数派か多数派かを調べるランキング）→外部リンク
- なんでもランキング：約1万件（属するテーマがないものを対象とするランキング）→外部リンク
- ファッションランキング：約1万件→外部リンク
- 浜崎あゆみランキング：約1万件→外部リンク
- ブランドランキング：約1万件→外部リンク
- V6ランキング：約1万件→外部リンク
- SMAPランキング：約1万件→外部リンク
- KAT-TUNランキング：約1万件→外部リンク
- NEWSランキング：約1万件→外部リンク

## 最も投票数の多いランキング
- 第1位『期待度No.1のドラマは？』：9,949票
- 第2位『波田陽区VSヒロシ』：9,806票
- 第3位『あなたの住んでいる場所は？』：8,276票